# Fortuné Viau
Pour les articles homonymes, voir Viau.
Fortuné Viau est un peintre français, né le 26 mars 1812 à Chinon et mort le 18 mars 1889 à Tours.
Entre 1835 et 1860, il a été un portraitiste influencé à la fois par la peinture réaliste et le romantisme, mouvements artistiques français alors en vogue dans la première moitié du XIXe siècle. On lui connaît quelques tableaux paysagistes célèbres, comme celui de la ville de Chinon, encore conservé dans la mairie de sa ville natale. En dehors de ses œuvres, l’essentiel de sa vie est connu grâce à son journal rédigé entre 1857 et 1860. Ses écrits ne sont pas précis sur les commandes reçues, mais ils laissent comprendre que les tableaux qu'il a peints ont été nombreux.

## Biographie
Fortuné Viau est issu d'une famille modeste et est élevé par sa mère, veuve.
Dès son jeune âge, il est fasciné par le dessin, initialement formé par le professeur Cléry. Il s'est progressivement spécialisé dans le portrait. Après bien des difficultés, il s’est installé à Paris, où fasciné par les grandes galeries d'art, il a usé de certains subterfuges pour obtenir son admission à l'École des beaux-arts et poursuivre sa formation artistique.
Néanmoins, il n'a pas obtenu le succès escompté et est retourné dans sa ville natale en 1831, où ses proches ont été impressionnés par son travail naissant. Il a obtenu une aide financière du Conseil municipal de Chinon, pour la poursuite de la formation.  
À partir de 1835, il devient un peintre et portraitiste itinérant réputé et s’installe, parfois à la demande, dans des endroits aussi disparates que Vannes, Quimper, Paris, Argentan, Arles, La Rochelle (en 1841), Bordeaux (1850-1851), Agen, Toulouse, Dijon, Moulins, Montluçon, Saintes, Carcassonne, Pau et Périgueux (1848), où il a fait beaucoup de portraits, mais aussi exécuté des peintures plus classiques avec des sujets religieux ou des paysages.  Son parcours ne s’est pas limité à la France seule, il a aussi passé de nombreux mois en Italie mais aussi en Espagne (1858-1859). Sans qu’il soit possible de la recenser, l’essentiel de son œuvre est restée souvent dans le cadre familial, revendue ou disparue. Quelques-uns de ses tableaux réapparaissent, le plus souvent dans le cadre de successions ou de ventes aux enchères,.
Il appartenait à la franc-maçonnerie, ce qui a certainement contribué à l'expansion de sa clientèle et à son incessante mobilité. Parmi ses clauses testamentaires rédigées à Blois en 1873, il demande explicitement à être enterré de façon non religieuse et d’être accompagné par ses ornements maçonniques. Sa fierté d’appartenir à cette organisation se reflète également par sa signature (F VIAU ***), accompagnée systématiquement des trois points sous forme de triangle équilatéral.
Fortuné Viau a laissé un journal. Ce journal, qui donne des renseignements sur sa famille, sa jeunesse, sa formation, ses voyages et les tableaux qu'il faisait un peu partout, a été publié sur internet.

## Œuvres

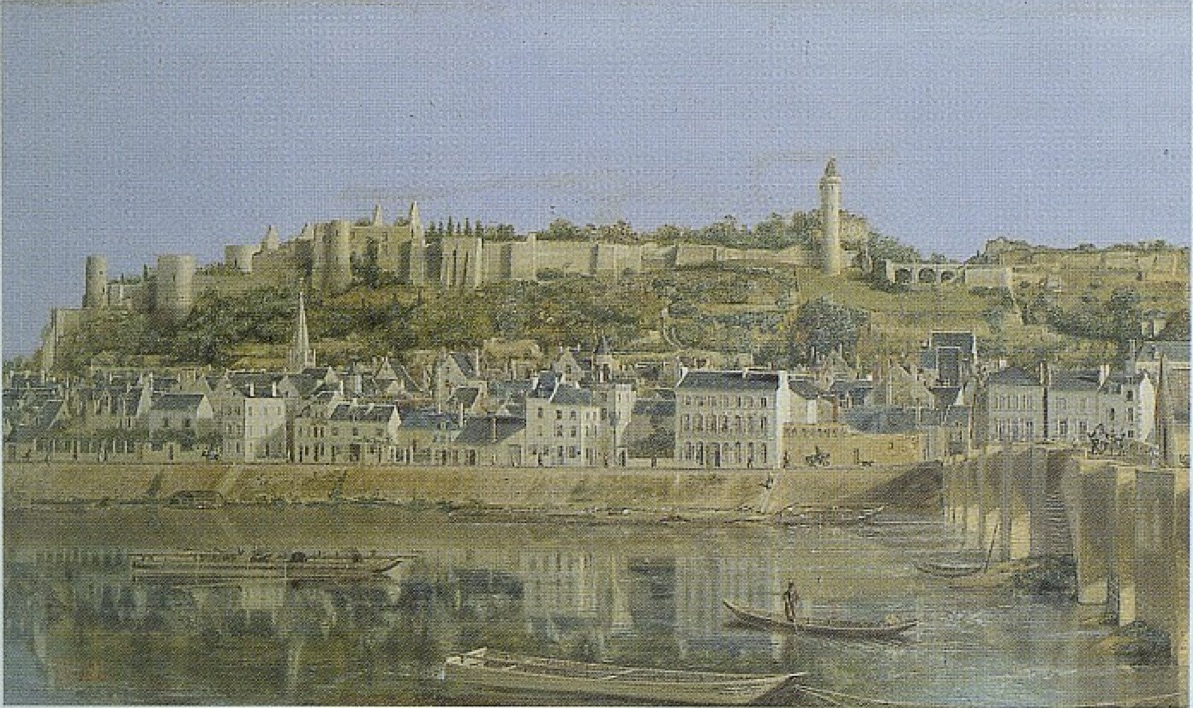
Vue de la ville de Chinon depuis la rive gauche (1847). Hôtel de ville de Chinon

- Chinon, hôtel de ville : Vue de la ville de Chinon depuis la rive gauche (1847)[12].
- Chinon, musée d'art et d'histoire :
  - Panurge mariant le roi Anarche et le présentant à Pantagruel (1882), huile sur toile[13],[14] ;
  - Portrait du docteur Gendron, huile sur toile[13] ;
  - Portrait de Centaurée Chesneau, épouse Sergent, huile sur toile[13].
- Pau, musée des beaux-arts :
  - Portrait de Pierre de Marca (vers 1852)[15] ;
  - Portrait du maréchal de Gassion (vers 1853)[15].
- Portrait de don Pablo de Irazoqui (vers 1850), localisation inconnue[7].